# Lhenice
Lhenice jsou městys na jihu Čech v Šumavském podhůří, 7 km jihojihozápadně od Netolic v okrese Prachatice pod vrchem Stráže (742 m) ve výšce 559 m nad mořem.
Lhenice mají přibližně 2 100 obyvatel a rozlohu 39,13 km2. Je zde základní škola, mateřská škola, základní umělecká škola, kino, zdravotní středisko, zubní ordinace, benzínová pumpa a pošta.
V okolí jsou známé svými rozsáhlými třešňovými sady. Odedávna se zde pěstuje ovoce a pro Lhenice a okolí se vžilo označení zahrada jižních Čech. V obci je vyhlášená moštárna a pěstitelská pálenice. Zde lisovaná ovocná šťáva / jablečný mošt / získala v roce 2009 1. místo v soutěži chutná hezky Jihočesky.

## Místní části
- Dolní Chrášťany
- Horní Chrášťany
- Hoříkovice
- Hrbov
- Lhenice
- Třebanice
- Třešňový Újezdec
- Vadkov
- Vodice

Od 1. července 1985 do 30. června 1990 k městysi patřily i Frantoly, Jáma, Klenovice a Ratiborova Lhota.

## Historie
První písemná zmínka pochází z roku 1283, kdy Lhenice patřily klášteru Zlatá Koruna. Roku 1420 uchvátil pro sebe Lhenice Oldřich II. z Rožmberka. Císař Zikmund Lhenice roku 1437 zastavil obci Táborské. V roce 1544 povýšil Lhenice císař Ferdinand I. na městečko. Táborské obci byly Lhenice královskou komorou zabrány a prodány opět Rožmberkům, kteří potvrdili městečku svobody. Roku 1600 daroval Lhenice Petr Vok z Rožmberka Martinovi Grejnarovi z Veveří. Ten zde vystavěl zámeček a po krátkém držení odevzdal Lhenice opět Petrovi. Po bělohorské bitvě dostaly se Lhenice v roce 1622 pánům z Eggenberka a roku 1719 Schwarzenberkům.
V roce 1890 čítaly Lhenice 198 domů, 1422 obyvatel, farní kostel, 5 třídní školu, radnici, četnickou stanici, poštu, občanskou záložnu, 2 mlýny a pořádaly 2 výroční trhy.
Základem půdorysu Lhenic je nevelké obdélné náměstí, přes které procházela cesta z Českého Krumlova do Netolic. Severní stranu tvoří kostel. Postupně se začalo sídliště rozrůstat a před třicetiletou válkou čítalo na 70 domů. Válka zničila městečko takřka z celé třetiny. Od roku 1713 se dostavil opět růst a další rozvoj nastal ve 20. a 30. letech 20. století. Bohužel, stavební úpravy 50. let 20. století dosavadní urbanistický vývoj Lhenic poškodily a městečko z části přišlo o svou tehdejší malebnost. Památkový výraz si zachovaly zejména jednotlivé domy, především okolo náměstí a podél cesty do Krumlova.
Dominantou je kostel Sv. Jakuba, který má raně gotický původ. Zachována je spodní část věže z 1. třetiny 13. století, později byl goticky přestavěn. K další změně došlo v roce 1560 a v letech 1734-40. Byla prodloužena loď a zaklenut presbytář. V roce 1783 zvýšili stavebníci věž a roku 1904 prodloužili presbytář a zakončili jej půlkruhovou apsidou. Pod kostelem je zemanská tvrz, které se říká „Na zámku“. Na začátku 20. století zde byla objevena jáma, kterou tehdy považovali za propadlé sklepy a údajně kolem roku 1920 zde byly nalezeny i jakési tesané kvádry. Sklepení prý vede pod celými Lhenicemi až na Hradce, nebo až na Grejnarov. Veškeré památky však byly v roce 1950 zničeny. Starší historická literatura se domnívá, že zde stálo Grejnarovo renesanční sídlo. Podle dnešních názorů však šlo o objekt daleko starší. Panský dům (čp.156), vznikl v 16. století na vyvýšené terase severozápadně pod kostelem. Počátečním stavitelem byl zřejmě Martin Grejnar, ale dále pokračoval Petr Vok. Později byla stavba přebudována a z 1. patra byl roku 1909 přenesen kazetový strop na zámek Hluboká nad Vltavou.
O původu znaku - štěpu s jablky - existují různé pověsti. Jedna vypráví, že v Budějovicích vypukla morová epidemie a Lheničtí neohroženě zásobovali město ovocem. Proto dostali znak, kde je jabloň a budějovické hradby. Jiná pověst vypráví, že městečkem projížděl kdysi vzácný cizinec a místní lidé mu podali míšeňská jablka. Ať už je pravda jakákoliv, vypadá dnes znak takto: „Na modrém štítě je stříbrná hradební zeď s cimbuřím na obloučkovém podklenutí. Ve stínkách jsou střílny. Nad hradbou vyrůstá jabloňový štěp v přirozených barvách se žlutočervenými jablky“.
Od 10. října 2006 byl obci vrácen status městyse.

## Pozůstatky 90. let
Na začátku 90. let 20. století navozila firma Enviro Technology Today s.r.o. z Prahy do areálu bývalého Agreochemického podniku ve Lhenicích několik tisíc tun hlíny kontaminované polychlorovanými bifenyly (PCB) a další jedy, zanikla (r. 2009) a nebezpečný odpad odmítl kdokoliv převzít. Firma Enviro Technology Today za své chování dostala několik pokut od České inspekce životního prostředí, ale nikdy je neplatila. Likvidace nebezpečných látek bude podle odhadů krajského úřadu stát 50 až 70 milionů korun. Od roku 2009 vlastnila areál společnost Panství Bechyně s.r.o., které jedy údajně nepatřily a neměla tak důvod je likvidovat.
V roce 2017 odkoupil areál včetně ekologické zátěže městys Lhenice a začal s likvidací odpadu. Městys získal dotaci téměř dvacet milionů korun z Národního programu Životního prostředí, dále dotací ve výši dvou a půl milionu korun přispěl Jihočeský kraj a zbytek nákladů pak zaplatil městys Lhenice, který získal na likvidaci ekologické zátěže bezúročnou půjčku. Do listopadu 2017 bylo firmou AVE CZ odpadové hospodářství s.r.o. ze Lhenic vyvezeno a zlikvidováno 204,7 tun olejů, 440,5 tun kondenzátorů, 53,5 tun kontaminovaných vod a dalších asi 50 tun jiných nebezpečných odpadů.
Sanace byla dokončena v roce 2021, kdy byl pozemek areálu kompletně dekontaminován společností AVE CZ. Celkově bylo z pozemku odvezeno na 800 tun transformátorového oleje, PCB a dalších jedovatých látek uložených v barelech a přes 6 000 tun kontaminované zeminy a dalších materiálů. Většina nebezpečného materiálu byla odvezena do spalovny v Ostravě. Cena sanace byla vyčíslena na zhruba 63 miliónů korun. Obec se tak po více než 25 letech zbavila ekologické hrozby, a v současné době zde městys plánuje umístit zázemí pro technické služby a pro Sbor dobrovolných hasičů.

## Pamětihodnosti
- Kostel sv. Jakuba Většího
- Kaple Panny Marie, směr Hrbov
- Kaplička, směr Vadkov
- Radnice
- Měšťanský dům pův. čp. 3 (Náměstí)
- Usedlost čp. 17 (Prachatická ul.)
- Usedlost čp. 115 (Krumlovská ul.)
- Usedlost čp. 119 (Krumlovská ul.)
- Usedlost čp. 140 (Bavorovská ul.)
- Usedlost čp. 149
- Panský dům čp. 156
- Lhenická lípa, památný strom, v obci při silnici směr Vadkov, necelých 150 m jihozápadně od školy

V Brabcích u studánky, jižně od obce, se nachází kaple a Křížová cesta, opravená roku 2001.

## Osobnosti
- Alois Elhenický – architekt, stavitel, poslanec, starosta.
- Theodor Kössl – český právník a hudební skladatel.
- Miroslav Mikeš – režisér ochotnického spolku Tyl Netolice.
- Adolf Branald - český prozaik a dramatik. Dne 8.6.1965 byl jmenován čestným občanem obce.

## Galerie

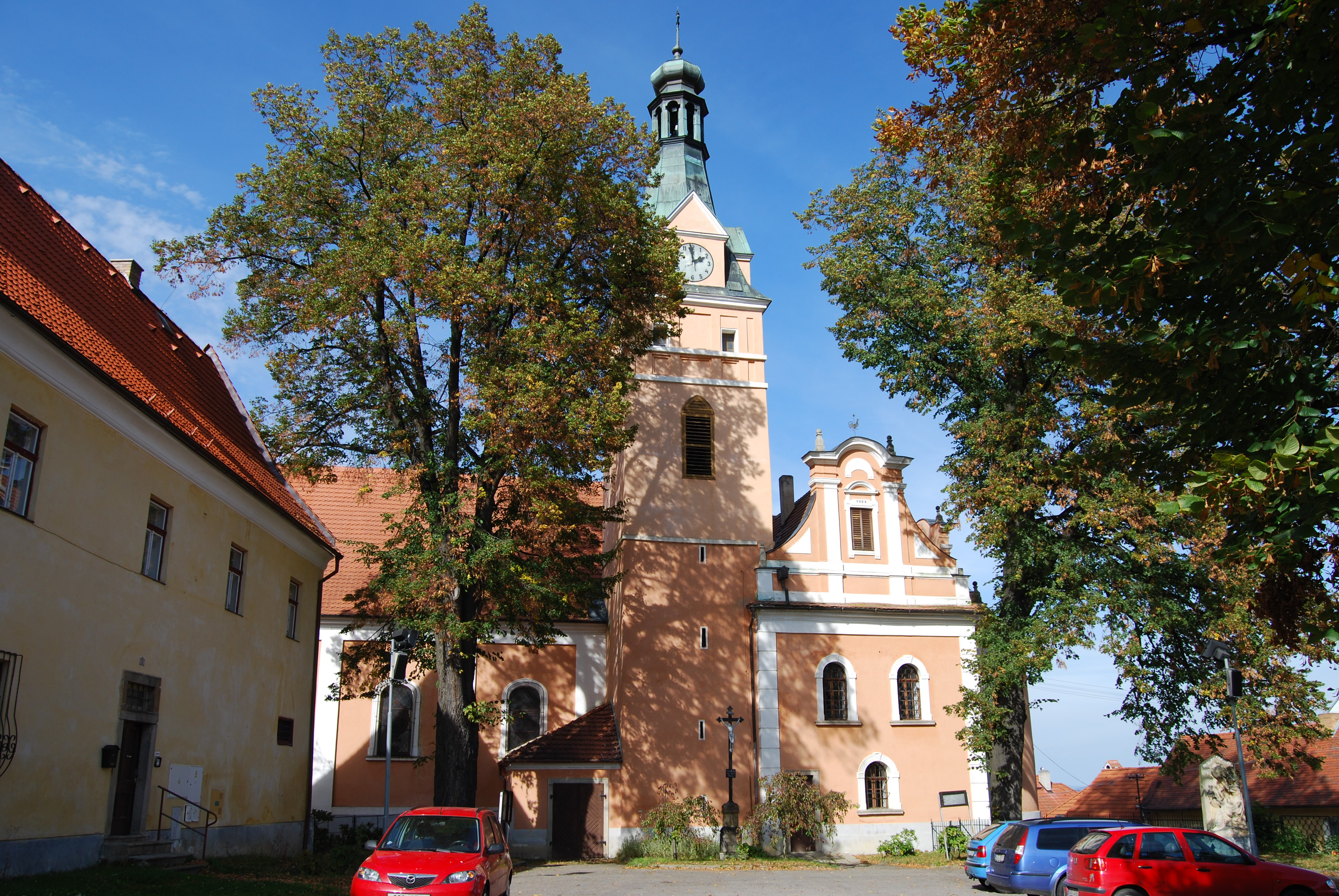
Kostel
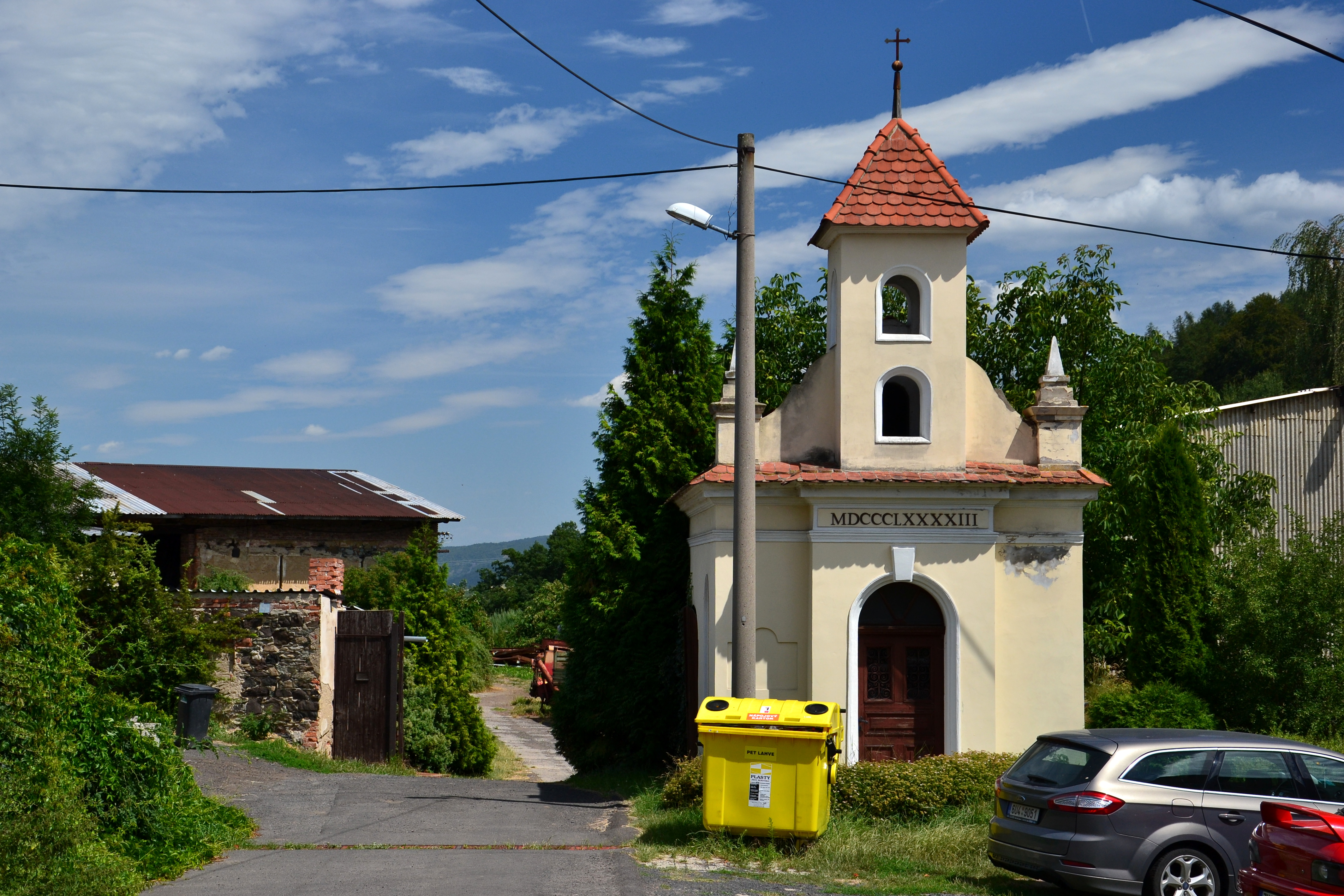
Kaple
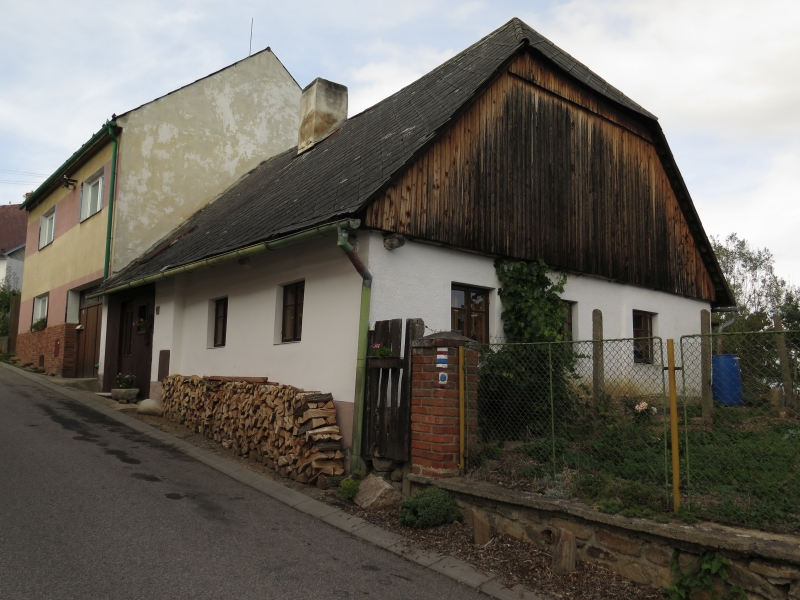
Usedlost
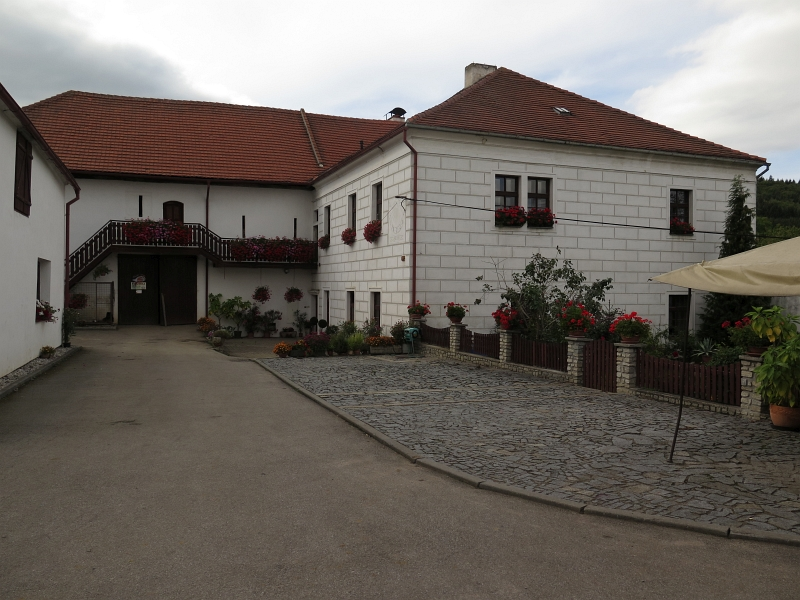
Panský dům
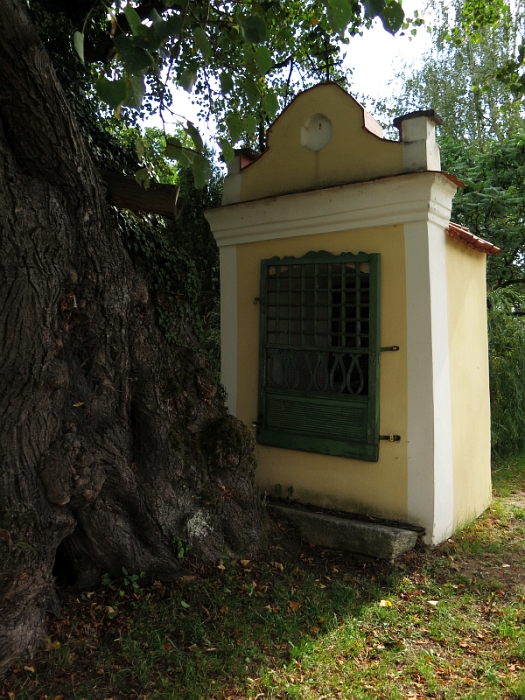
Kaplička